# Asmate obliterata
Asmate obliterata är en fjärilsart som beskrevs av Otto Staudinger 1901. Asmate obliterata ingår i släktet Asmate och familjen mätare. Inga underarter finns listade i Catalogue of Life.